# Рожина криниця
Рожена криниця — гідрологічна пам'ятка природи місцевого значення. Об'єкт розташований на території Черкаського району Черкаської області, квартал 9 Бучацької виробничої дільниці, в долині біля гори  Гребінець (на мапах наводять спотворену назву Грибіней).[джерело?]
Площа — 5 га, статус отриманий у 1975 році. Недалеко від криниці тривалий час знаходилося Бучацьке лісництво, перенесене в село Іваньків після створення Канівського водосховища.

## Історія та легенда
Рожена криниця знаходиться під охороною держави, як пам'ятка історії IX століття. 
Згідно з легендою Великі Київські Князі Святослав, Ігор та Володимир, прямуючи на рать з половцями зупинили князівське військо в урочищі, щоб втамувати спрагу і зробити запас води. Зустрічала і проводжала ратників місцева красуня Рожена.

## Галерея

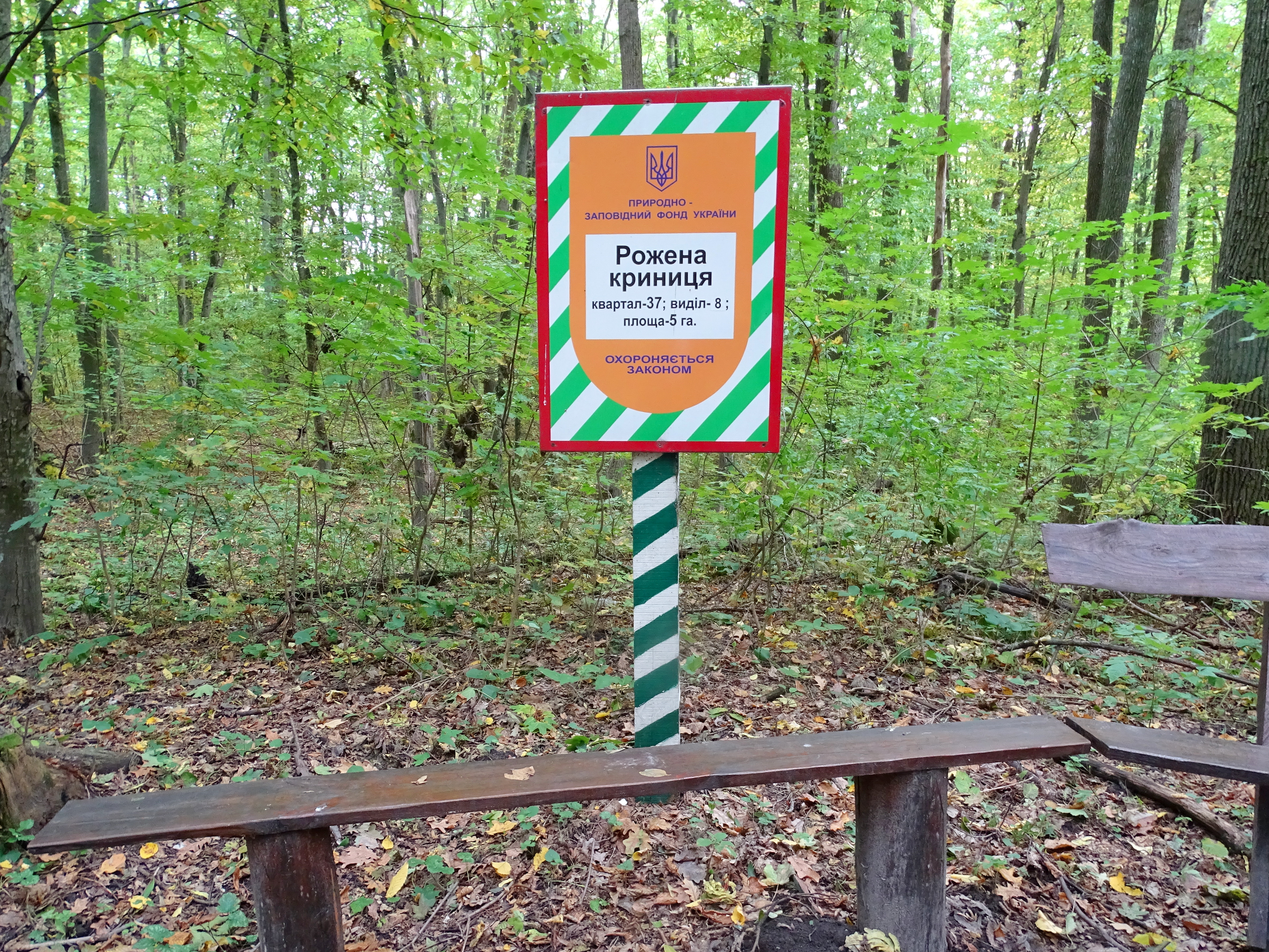
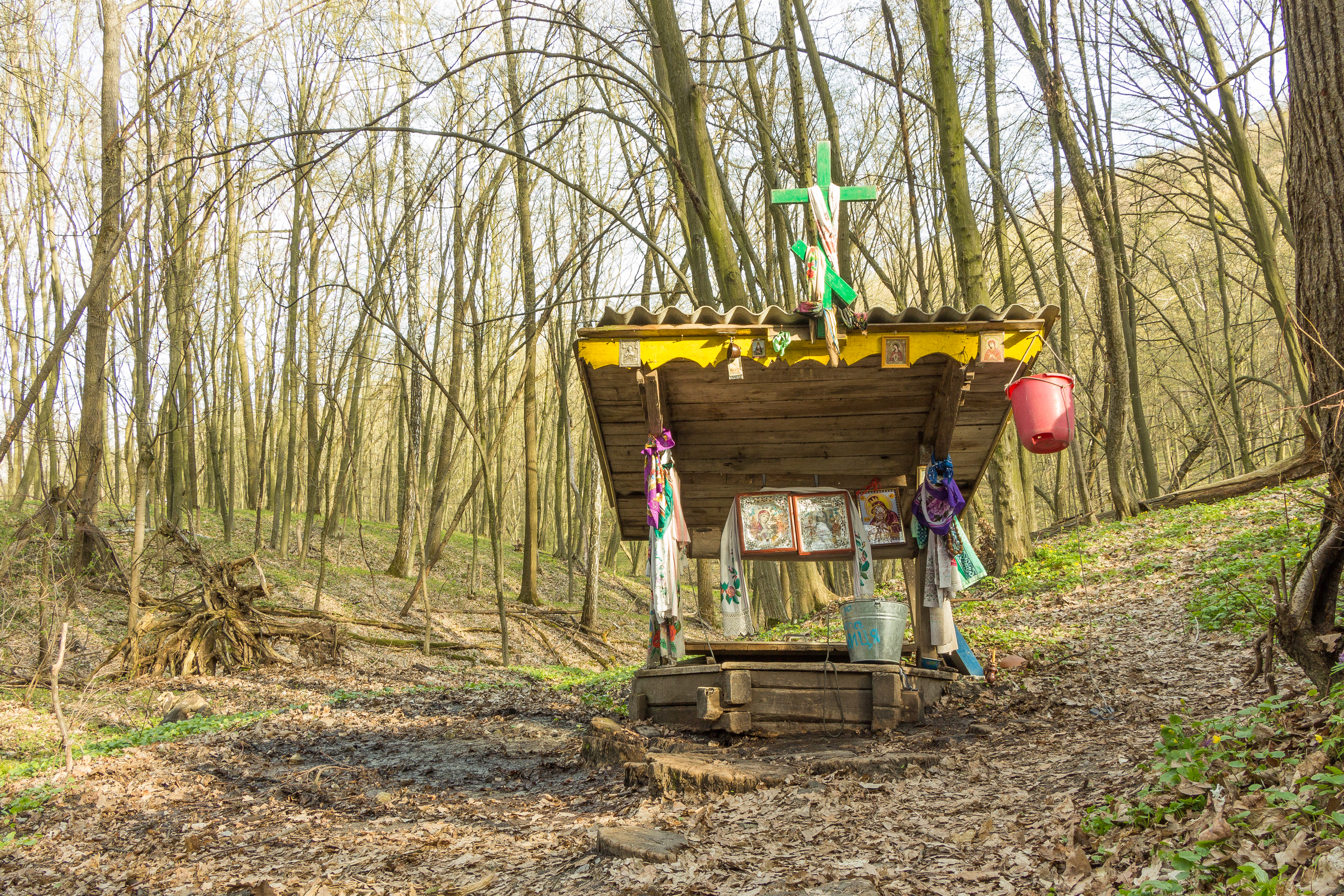
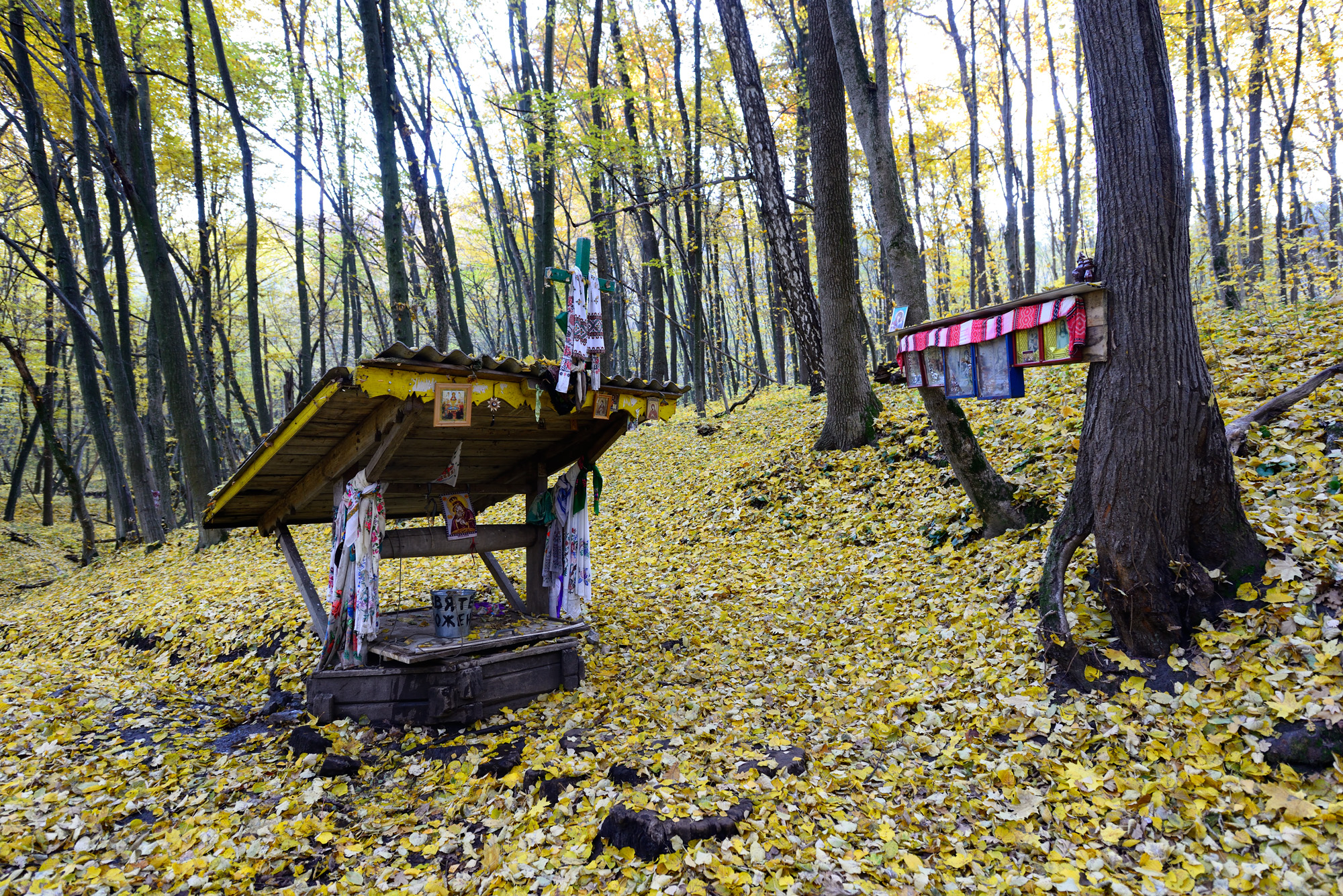
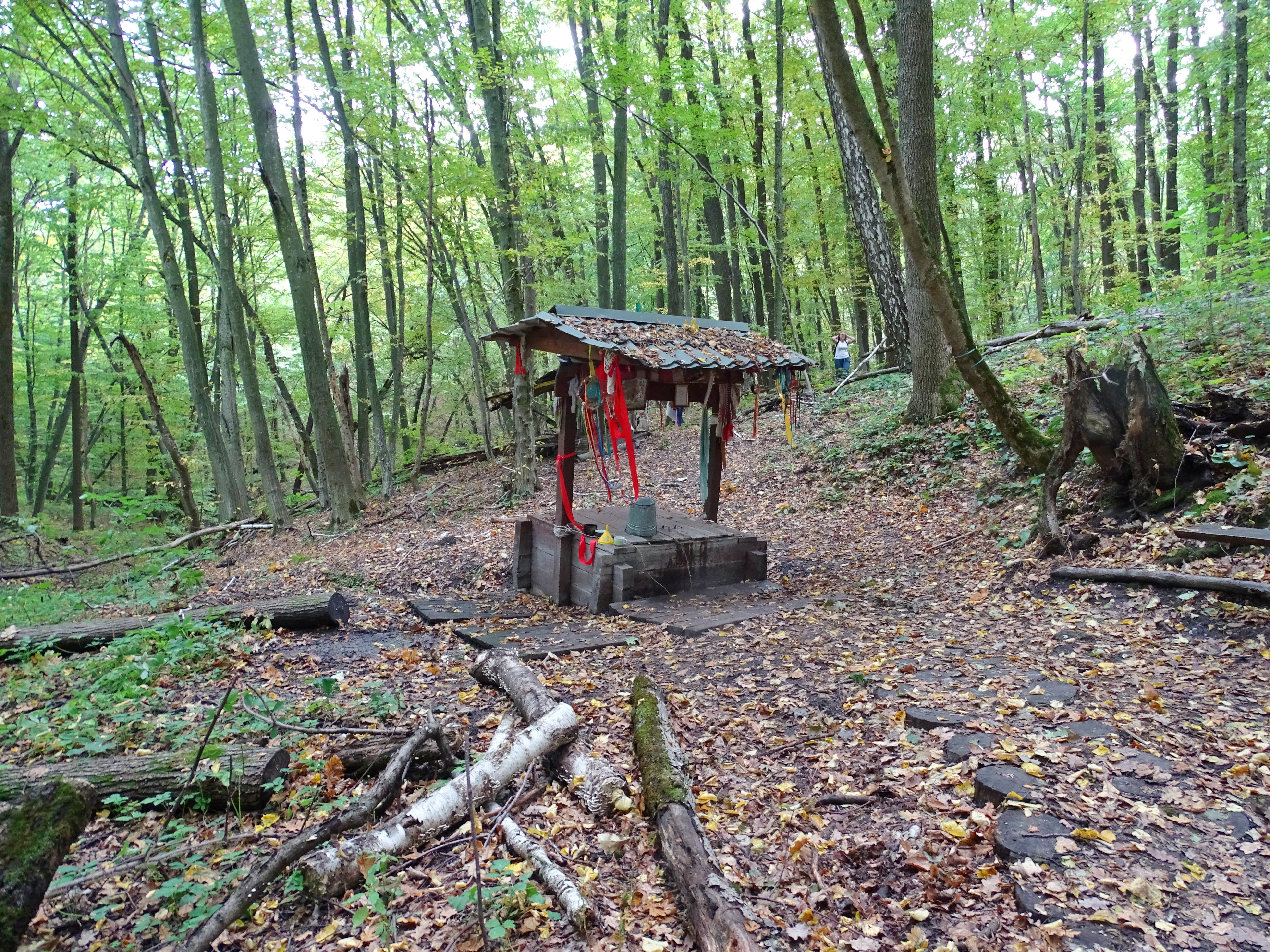